# Placonotus arizonensis
Placonotus arizonensis är en skalbaggsart som beskrevs av Thomas 1984. Placonotus arizonensis ingår i släktet Placonotus och familjen ritsplattbaggar. Inga underarter finns listade i Catalogue of Life.